# سیارک ۲۴۱۳۰
سیارک ۲۴۱۳۰ (به انگلیسی: 24130 Alexhuang، نامگذاری:1999VW63) بیست و چهار هزار و صد و سی‌امین سیارک کشف شده‌است که در ۴ نوامبر ۱۹۹۹ کشف شد.
قدر مطلق سیارک برابر ۵.۹ است.